# Haliaspis uniolae
Haliaspis uniolae är en insektsart som beskrevs av Sadao Takagi 1971. Haliaspis uniolae ingår i släktet Haliaspis och familjen pansarsköldlöss. Inga underarter finns listade i Catalogue of Life.